# Alfa Romeo Nuvola
L' Alfa Romeo Nuvola est un concept car produit par Alfa Romeo et exposé au Salon de l'automobile de Paris en septembre 1996.

## Histoire
La voiture est le fruit de Centro Stile Alfa Romeo dont Walter de Silva en était l'animateur. Le projet a été conçu et réalisé en à peine 5 mois. Elle a été peinte en bleu azur et non pas en rouge Alfa, comme l'aurait voulu la tradition du constructeur milanais par la volonté de Paolo Cantarella, administrateur délégué (Directeur Général) du Groupe Fiat Auto. On peut toutefois remarquer que ce bleu azur fait partie des teintes proposées traditionnellement par la marque au trèfle.
La voiture, une berlinette 2 places typiquement à l'italienne, repose sur une plate-forme spécifique autoportante. Cette architecture permet de proposer différentes carrosseries. La Nuvola, tout en étant un pur exercice de style, a servi de base au développement d'un concept novateur en matière d'utilisation multiple d'une même base, dont le but principal était la recherche de diminution des coûts de production.
La voiture fut baptisée Nuvola en mémoire du pilote automobile Tazio Nuvolari mais également avec un jeu de mots italien où nuvola veut dire nuage, pour souligner la légèreté et donc la vitesse, mais aussi pour faire rêver les admirateurs aux nuages et à leur capacité infinie de changer de forme (un rappel aux multiples solutions offertes par la plate-forme).
Une curiosité concerne les pneumatiques. En effet, ceux-ci sont uniques, fabriqués en seulement 5 exemplaires par Michelin sur commande spéciale d'Alfa Romeo. Ce sont des 235/40 ZR montés sur des jantes de 18 pouces.